# Щербакова, Елена Александровна
Елена Александровна Щербакова (род. 19 октября 1952 года, Москва, РСФСР, СССР) — советская и российская танцовщица (артистка балета), хореограф, педагог, художественный руководитель-директор ГААНТ имени Игоря Моисеева (с 1994 года). Народная артистка России (2007).

## Биография
Родилась 19 октября 1952 года в Москве.
В 1969 году — окончила Московское академическое хореографическое училище при Большом театре (сейчас — Московская государственная академия хореографии).
Тогда же была принята в Государственный академический ансамбль народного танца СССР на должность артистки балета, быстро завоевала положение солистки ансамбля.
В 1992 году — окончила свою карьеру солистки балета ансамбля и стала вести педагогическую деятельность там же.
С 1994 года по рекомендации Игоря Моисеева — директор ГААНТ имени Игоря Моисеева.
С 2011 года — художественный руководитель-директор ансамбля, совмещая с деятельностью педагога-репетитора ансамбля.
С отличием закончила педагогический факультет Российского института театрального искусства (ГИТИС).
С 2006 года входит в состав Художественно-экспертного совета по присуждению премии Правительства Российской Федерации «Душа России» за вклад в развитие народного творчества.

### Общественная позиция
В марте 2014 года поддержала аннексию Крыма, подписала письмо президенту России Владимиру Путину в поддержку аннексии.
В 2022 году подписала коллективное письмо с поддержкой вторжения России на Украину. Позднее была внесена ФБК в список коррупционеров и разжигателей войны за поддержку агрессии России против Украины.

### Семья
- дед по отцу — советский государственный и партийный деятель, кандидат в члены Политбюро ЦК, первый секретарь Московского обкома ВКП(б) Александр Сергеевич Щербаков (1901—1945)
- отец — Герой Советского Союза, заслуженный лётчик-испытатель СССР Александр Александрович Щербаков (1925—2013)
- дядя по отцу — российский киновед и писатель, кинокритик, Константин Александрович Щербаков (род. 1938)
- дядя по отцу — советский и российский физик, академик РАН Иван Александрович Щербаков (род. 1944)
- мать — солистка балета Большого театра Валентина Филипповна Петрова (1922—2012)
- сын — Антон Валерьевич Нечаев (род. 1979)

## Творческая деятельность
С приходом в ансамбль Щербаковой Моисеев смог восстановить давно не шедшие на сцене шуточный молдавский танцы «Табакэряска», «Татарочка», одни из самых сложных в исполнении как технически, так и актёрски.
Исполняла партии в польском танце «Оберек», молдавской сюите «Жок», «Арагонской хоте», «Танце казанских татар», «Сицилийской тарантелле» аргентинском танце « Маламбо» и других.
Ведет работу по сохранению традиций школы танца и методик Игоря Моисеева, воспитанию молодого поколения артистов, педагогов-репетиторов для продолжения и дальнейшего развития ансамбля.

## Награды
- Орден «За заслуги перед Отечеством» III степени (8 августа 2022 года) — за большой вклад в развитие отечественной культуры и искусства, многолетнюю плодотворную деятельность[5]
- Орден «За заслуги перед Отечеством» IV степени (17 августа 2017 года) — за большой вклад в развитие отечественной культуры, искусства, средств массовой информации и многолетнюю плодотворную деятельность[6]
- Орден Почёта (17 января 2012 года) — за большой вклад в развитие отечественного хореографического искусства и достигнутые творческие успехи[7]
- Орден Дружбы (31 мая 2001 года) — за многолетнюю плодотворную деятельность в области культуры и искусства, большой вклад в укрепление дружбы и сотрудничества между народами[8]
- Народная артистка Российской Федерации (27 июня 2007 года) — за большие заслуги в области искусства[9]
- Заслуженная артистка Российской Федерации (22 января 1997 года) — за заслуги в области хореографического искусства и многолетнюю творческую деятельность[10]
- Почётная грамота Президента Российской Федерации (17 июля 2019 года) — за заслуги в развитии отечественной культуры и искусства, многолетнюю плодотворную деятельность[11]
- Народная артистка Республики Северная Осетия-Алания
- Народная артистка Кабардино-Балкарской Республики
- Заслуженный деятель искусств Республики Калмыкия
- Премия Правительства Российской Федерации в области культуры (совместно с Л. В. Головановым, И. А. Моисеевой, за 2014 год) — за цикл концертных программ «Классика Игоря Моисеева»[12]
- Лауреат приза журнала «Балет» «Душа танца» в номинации «Мэтр танца»